# Plantronics Colorplus

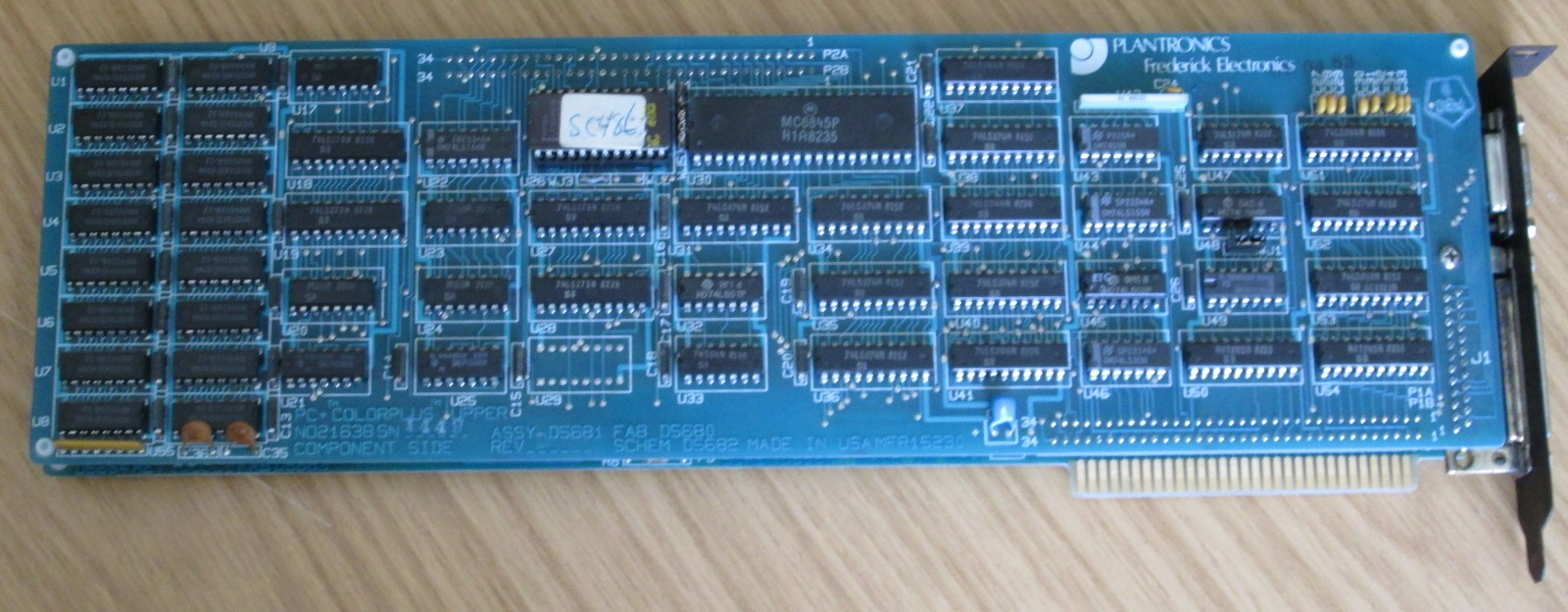
Carte graphique VPlantronics Colorplus

La Plantronics Colorplus est une carte graphique pour ordinateurs compatible IBM PC, vendue pour la première fois en 1982.
Il s'agit d'une amélioration de la carte CGA, alors la norme en vigueur, utilisant le même standard de moniteur et offrant les mêmes résolutions,. Elle a été produite par Frederick Electronics, de Frederick, Maryland.
La Colorplus a deux fois la mémoire d'une carte CGA standard (32 kio au lieu de 16). La mémoire supplémentaire est utilisée dans les modes graphiques pour doubler le nombre de couleurs affichables, ce qui donne deux modes graphiques supplémentaires : 16 couleurs à une résolution de 320×200 ou 4 couleurs à une résolution de 640×200. Elle utilise le même contrôleur d'affichage que les adaptateurs MDA et CGA : un Motorola MC6845.
La carte d'origine fournit un port parallèle, pour connecter des imprimantes (comme la carte Hercules).

## Modes Graphiques
La carte est compatible avec ceux de la carte CGA :
- 160 × 100 en 16 couleurs - mode non officiel - qui techniquement n'est pas un mode graphique mais une modification du mode texte 80 x 25,
- 320 x 200 en 4 couleurs choisies parmi 3 palettes fixes, avec des variantes haute et basse intensité, dont la couleur du fond est choisie parmi une palette de 16 couleurs,
- 640 × 200 en 2 couleurs, une noire (le fond) et une choisie parmi une palette de 16 couleurs,
- 40 × 25 avec mode texte avec une police de 8 × 8 pixels (résolution effective de 320 × 200),
- 80 × 25 avec mode texte avec une police de 8 × 8 pixels (résolution effective de 640 × 200).

En plus des modes CGA, cette carte propose les modes suivants :
- 320 x 200 en 16 couleurs,
- 640 x 200 en 4 couleurs parmi 16,
- une nouvelle police de texte haute résolution, sélectionnable par cavalier matériel sur la carte.

Les deux modes graphiques sont similaires à ceux de l'IBM PCjr (et ceux du Tandy 1000), mais incompatibles avec ces derniers.
La nouvelle police était en fait la police fine, inutilisée, déjà présente dans les ROM IBM CGA, avec des traits verticaux de 1 pixel de large. Cela offrait une plus grande lisibilité sur les moniteurs RVB, par rapport à la police épaisse (2 pixels) utilisée par défaut. Elle convient à la sortie vers des moniteurs composites et via RF vers des téléviseurs. Contrairement aux déclarations publicitaires de Plantronics, elle a été dessinée à la même résolution de 8x8 pixels que la police de base et n'a donc rien de haute résolution (contrairement aux polices 9x14 des cartes EGA ou 9 x 16 des cartes VGA).

## Supports logiciels
Peu de programmes utilisaient ces modes, pour lesquels il n'y avait pas de support du BIOS. Une publicité de 1984 répertorie quelques logiciels compatibles avec ces modes graphiques : Color-It, UCSD P-system, Peachtree Graphics Language, Business Graphics System, Graph Power, The Draftsman, Videogram, Stock View et GSX. Le logiciel Canyon State Systems CompuShow supporte le mode 320x200x16.
Planet X3, publié en 2019 par le youtubeur américain David Murray, The 8-Bit Guy, est le seul jeu vidéo connu à supporter les modes Colorplus.
Le logiciel DOSBox n'émule pas les modes spécifiques de la Plantronics Colorplus.

## Clones matériels
Certaines cartes CGA et EGA de constructeurs tiers (autres qu'IBM), tels que les cartes ATI Graphics Solution et la carte Paradise AutoSwitch EGA 480, pouvaient émuler ces modes supplémentaires (les décrivant généralement comme les « modes Plantronics »).
Le Thomson TO16 (compatible PC-XT) avait les modes Plantronics intégrés à sa carte CGA (intégrée à la carte mère), tout comme certaines machines de la gamme des compatibles PC de Commodore (mais via une carte ATI) ou l'Amstrad PC-1640 via sa carte EGA Paradise intégrée.